# Избори за председника Хрватске 2024/25.
Председнички избори одржани су у Хрватској 29. децембра 2024, а други круг 12. јануара 2025. године, пошто ниједан кандидат у првом кругу није освојио преко 50% гласова. Актуелни председник Зоран Милановић у другом кругу избора победио је Драгана Приморца, освојивши 74,68% гласова.
Политичке странке и бирачи имали су право предлагања кандидата за председника Републике Хрватске. Било је потребно прикупити најмање 10 000 јединствених потписа подршке бирача у периоду од 29. новембра до 10. децембра 2024. како би Државна изборна комисија Републике Хрватске потврдила кандидатуру. Важећу кандидатуру остварило је укупно осам кандидата.

## Позадина
Бирачи у Хрватској су током 2024. године такође гласали за Хрватски сабор у априлу и Европски парламент у јуну.
Дана 15. марта 2024. актуелни председник Зоран Милановић најавио је да ће се за место премијера надметати као кандидат Социјалдемократске партије Хрватске (СДП). Он је током конференције за новинаре открио да ће поднети оставку на место председника у случају изборне победе на парламентарним изборима 17. априла 2024. године. Међутим, СДП није победио на изборима, па је он наставио да обавља функцију председника.

## Изборни систем
Председник Републике Хрватске бира се непосредно, тајним гласањем, на пет година по двокружном систему, при чему су предсједници ограничени на два пуна мандата. Устав налаже да се председнички избори одрже најкасније 60 дана и најкасније 30 дана пре истека мандата актуелном председнику. За победу у првом кругу потребна је апсолутна већина (50% + 1 глас) свих датих гласова (укључујући неважеће, празне и неподате гласачке листиће). Ако ниједан кандидат не добије већину гласова, четрнаест дана касније одржава се други круг у коме учествују два кандидата са највећим бројем гласова у првом кругу. Победником се проглашава кандидат који добије највећи број гласова (већина важећих гласова) у другом кругу. Ако један од кандидата који су се квалификовали за други круг повуче своју кандидатуру или умре, место у другом кругу заузима кандидат са следећим највећим бројем гласова у првом кругу.
Да би потенцијални кандидат могао да учествује на изборима и да се његово име нађе на гласачком листићу, мора да прикупи најмање 10 000 потписа бирача са правом гласа, при чему сваки потписник може дати свој потпис само једном потенцијалном кандидату. Рок за прикупљање наведеног броја потписа је дванаест дана, а након тог рока потенцијални кандидати морају их доставити Државној изборној комисији на оверу.

## Кандидати
Извор: Државна изборна комисија
| Кандидат | Кандидат              | Странка                             | Позадина                                                                                               |
| -------- | --------------------- | ----------------------------------- | --- |
|          | Миро Буљ              | Мост                                | Градоначелник Сиња (2021–тренутно) Саборски заступник (2015–тренутно) Официр Хрватске војске у пензији |
|          | Томислав Јоњић        | Независан                           | Адвокат, историчар и политичар                                                                         |
|          | Ивана Кекин           | Можемо!                             | Саборски заступник (2021–тренутно) Потпредседник Градске скупштине Загреба (2021–тренутно)             |
|          | Бранка Лозо           | ДОмиНО                              | Професорка на Графичком факултету Универзитета у Загребу                                               |
|          | Зоран Милановић       | Социјалдемократска партија Хрватске | Председник Хрватске (2020–тренутно) Председник Владе Хрватске (2011–2016)                              |
|          | Драган Приморац       | Хрватска демократска заједница      | Министар науке и образовања Хрватске (2003–2009)                                                       |
|          | Марија Селак Распудић | Независна                           | Саборска заступница (2020–тренутно)                                                                    |
|          | Нико Токић Картело    | Независан                           | Предузетник                                                                                            |

## Резултати
| Кандидат                      | Кандидат                      | Странка                       | Први круг | Први круг | Други круг | Други круг |
| Кандидат                      | Кандидат                      | Странка                       | Гласови   | %         | Гласови    | %          |
| ----------------------------- | ----------------------------- | ----------------------------- | --------- | --------- | ---------- | ---------- |
|                               | Зоран Милановић               | СДП                           | 797.938   | 49,68     | 1.122.859  | 74,68      |
|                               | Драган Приморац               | ХДЗ                           | 314.663   | 19,59     | 380.752    | 25,32      |
|                               | Марија Селак Распудић         | Независна                     | 150.435   | 9,37      |            |            |
|                               | Ивана Кекин                   | Можемо!                       | 144.533   | 9,00      |            |            |
|                               | Томислав Јоњић                | Независни                     | 82.787    | 5,15      |            |            |
|                               | Миро Буљ                      | Мост                          | 62.127    | 3,87      |            |            |
|                               | Бранка Лозо                   | ДОМиНО                        | 39.321    | 2,45      |            |            |
|                               | Нико Токић Картело            | Независни                     | 14.409    | 0,90      |            |            |
| Укупно                        | Укупно                        | Укупно                        | 1.606.213 | 100,00    | 1.503.611  | 100,00     |
|                               |                               |                               |           |           |            |            |
| Важећи гласови                | Важећи гласови                | Важећи гласови                | 1.606.213 | 98,84     | 1.503.611  | 96,33      |
| Неважећи/празни гласови       | Неважећи/празни гласови       | Неважећи/празни гласови       | 18.786    | 1,16      | 57.209     | 3,67       |
| Укупни гласови                | Укупни гласови                | Укупни гласови                | 1.624.999 | 100,00    | 1.560.820  | 100,00     |
| Регистровани бирачи/излазност | Регистровани бирачи/излазност | Регистровани бирачи/излазност | 3.762.224 | 46,01     | 3.533.441  | 44,17      |
| Извор: Izbori.hr              |                               |                               |           |           |            |            |